# ヴィーナス・アンジェリック
ヴィーナス・アンジェリック（Venus Angelic）として知られるヴィーナス・イザベル・パレルモ（Venus Isabelle Palermo、1997年2月8日 - ）は、人形のような容姿で知られる日本在住スイス人の元YouTuberやラッパー。
2012年3月にYouTubeに投稿された動画「How to look like a doll」が反響を受けて以降、彼女は「生きた人形」として認知されるようになった。2019年3月時点で、この動画の再生数は1600万以上を記録した。2014年に、アンジェリックはザ・ラーニング・チャンネルのドキュメンタリー番組「My Strange Addiction」の「I'm A Living Doll」という回で紹介されている。
2013年、アンジェリックはアイコナ・ポップの歌「I Love It」のカバー曲をリリースした。この曲は全英シングルチャートで71位になった。2019年3月にはバーチャルYouTuberとして活動を行うことを表明し、ダイヤモンドの再生ボタンを獲得することとバーチャルのど自慢に出演することを目標に掲げた。
2025年、スイスに帰国して、ラップ作詞の活動を始めた。